# Vienna Vikings 2023
Questa voce raccoglie le informazioni riguardanti i Vienna Vikings nelle competizioni ufficiali della stagione 2023.

## Maschile

### Seconda squadra

#### Austrian Football League 2023

##### Stagione regolare
| Vienna 2 aprile 2023, ore 15:00 1ª giornata | Vienna Vikings | 35 – 14 (14-0 7-0 14-7 0-7) referto | Tirol Raiders | Footballzentrum Ravelin (150 spett.) |

| Vienna 16 aprile 2023, ore 15:00 2ª giornata | Vienna Vikings | 24 – 13 (0-6 3-0 14-7 7-0) referto | Vienna Dragons | Footballzentrum Ravelin (1100 spett.) |

| Graz 23 aprile 2023, ore 14:00 3ª giornata | Graz Giants | 35 – 28 (d.t.s.) (7-0 7-7 0-14 14-7 7-0) referto | Vienna Vikings | Stadion Eggenberg (1051 spett.) |

| Vienna 29 aprile 2023, ore 18:00 4ª giornata | Vienna Vikings | 42 – 7 (21-0 14-0 7-0 0-7) referto | Styrian Bears | Footballzentrum Ravelin (625 spett.) |

| Mödling 13 maggio 2023, ore 15:00 5ª giornata | AFC Rangers Mödling | 6 – 49 (0-0 0-21 0-14 6-14) referto | Vienna Vikings | Stadion Mödling (754 spett.) |

| Vienna 21 maggio 2023, ore 15:00 6ª giornata | Vienna Vikings | 52 – 3 (14-3 28-0 3-0 7-0) referto | Telfs Patriots | Footballzentrum Ravelin |

| Salisburgo 4 giugno 2023, ore 15:00 7ª giornata | Salzburg Ducks | 7 – 52 (0-7 7-31 0-7 0-7) referto | Vienna Vikings | Max Aicher Stadion (1230 spett.) |

| Traun 10 giugno 2023, ore 17:00 8ª giornata | Traun Steelsharks | 7 – 42 (0-14 0-0 0-14 7-14) referto | Vienna Vikings | Sportzentrum Traun (525 spett.) |

| Vienna 18 giugno 2023, ore 15:00 9ª giornata | Vienna Vikings | 22 – 23 (d.t.s.) (2-6 7-0 7-7 0-3 6-7) referto | Prague Black Panthers | Footballzentrum Ravelin (1050 spett.) |

| Vienna 1º luglio 2023, ore 15:00 10ª giornata | Vienna Dragons | 14 – 10 (0-7 14-0 0-3 0-0) referto | Vienna Vikings | Sportplatz Donaufeld |

##### Playoff
| Praga 15 luglio 2023, ore 16:00 Semifinale | Prague Black Panthers | 17 – 27 (0-10 14-0 3-0 0-17) referto | Vienna Vikings | Stadion SK Prosek |

| Sankt Pölten 29 luglio 2023, ore 19:00 Austrian Bowl | Vienna Dragons | 14 – 13 (0-10 0-3 7-0 7-0) referto                                                                      | Vienna Vikings | NV Arena (4839 spett.) |
| Kinard 5':18" Q3 ( TD ) 3yd run Staltner Q3 ( pat ) Childress 0':10" Q4 ( TD ) 8yd pass from Thury Staltner Q4 ( pat ) Marcatori Wojta 11':51" Q1 ( TD ) 55yd run Voznyak Q1 ( pat ) Voznyak 8':18" Q1 ( FG ) 18yd Voznyak 0':57" Q2 ( FG ) 36yd |                | |                |                        |
| |                | |                |                        |
| Kinard 5':18" Q3 (TD) 3yd run Staltner Q3 (pat) Childress 0':10" Q4 (TD) 8yd pass from Thury Staltner Q4 (pat) | Marcatori      | Wojta 11':51" Q1 (TD) 55yd run Voznyak Q1 (pat) Voznyak 8':18" Q1 (FG) 18yd Voznyak 0':57" Q2 (FG) 36yd |                |                        |

#### Statistiche di squadra
| Competizione      | %Vittorie | In casa | In casa | In casa | In casa | In casa | In casa | In trasferta | In trasferta | In trasferta | In trasferta | In trasferta | In trasferta | Totale | Totale | Totale | Totale | Totale | Totale |
| Competizione      | %Vittorie | G       | V       | N       | P       | Pf      | Ps      | G            | V            | N            | P            | Pf           | Ps           | G      | V      | N      | P      | Pf     | Ps     |
| ----------------- | --------- | ------- | ------- | ------- | ------- | ------- | ------- | ------------ | ------------ | ------------ | ------------ | ------------ | ------------ | ------ | ------ | ------ | ------ | ------ | ------ |
| Stagione regolare | .700      | 5       | 4       | 0       | 1       | 175     | 60      | 5            | 3            | 0            | 2            | 181          | 69           | 10     | 7      | 0      | 3      | 356    | 129    |
| Playoff           | .500      | 0       | 0       | 0       | 0       | 0       | 0       | 2            | 1            | 0            | 1            | 40           | 31           | 2      | 1      | 0      | 1      | 40     | 31     |
| Totale            | .667      | 5       | 4       | 0       | 1       | 175     | 60      | 7            | 4            | 0            | 3            | 221          | 100          | 12     | 8      | 0      | 4      | 396    | 160    |

#### Statistiche personali

##### Marcatori
| Giocatore | Ruolo | TD rush | TD recv | TD int | TD p.ret | TD k.ret | TD oth | Xp1  | Xp2 | FG  | Saf | Totale |
| --------- | ----- | ------- | ------- | ------ | -------- | -------- | ------ | ---- | --- | --- | --- | ------ |
| Jordan    |       | 9+3     | 1+1     | 0      | 0        | 0        | 0      | 0    | 0   | 0   | 0   | 84     |
| Voznyak   |       | 0       | 0       | 0      | 0        | 0        | 0      | 42+5 | 0   | 4+5 | 0   | 74     |
| Wojta     |       | 6+1     | 0       | 0      | 0        | 0        | 0      | 0    | 0   | 0   | 0   | 42     |
| Čepyžov   |       | 0       | 6       | 0      | 0        | 0        | 0      | 0    | 0   | 0   | 0   | 36     |
| Eder      |       | 0       | 5       | 0      | 0        | 0        | 0      | 0    | 0   | 0   | 0   | 30     |
| Wappl     |       | 0       | 5       | 0      | 0        | 0        | 0      | 0    | 0   | 0   | 0   | 30     |
| R. Hrouda |       | 0       | 4       | 0      | 0        | 0        | 0      | 0    | 0   | 0   | 0   | 24     |
| Ernst     |       | 2       | 1       | 0      | 0        | 0        | 0      | 0    | 0   | 0   | 0   | 18     |
| Maurer    |       | 0       | 3       | 0      | 0        | 0        | 0      | 0    | 0   | 0   | 0   | 18     |
| N. Hrouda |       | 2       | 0       | 0      | 0        | 0        | 0      | 0    | 0   | 0   | 0   | 12     |
| Allmer    |       | 0       | 0       | 1      | 0        | 0        | 0      | 0    | 0   | 0   | 0   | 6      |
| Carswell  |       | 1       | 0       | 0      | 0        | 0        | 0      | 0    | 0   | 0   | 0   | 6      |
| Ecker     |       | 0       | 0       | 0      | 0        | 0        | 1      | 0    | 0   | 0   | 0   | 6      |
| Kohlprath |       | 0       | 1       | 0      | 0        | 0        | 0      | 0    | 0   | 0   | 0   | 6      |
| Team      |       | 0       | 0       | 0      | 0        | 0        | 0      | 0    | 0   | 0   | 1   | 2      |
| Engelhart |       | 0       | 0       | 0      | 0        | 0        | 0      | 1    | 0   | 0   | 0   | 1      |

##### Passer rating
| Giocatore | G   | Att   | Comp  | Int | Yds     | TD  | NFL    | NCAA   |
| --------- | --- | ----- | ----- | --- | ------- | --- | ------ | ------ |
| N. Hrouda | 9   | 196   | 123   | 3   | 1609    | 22  | 119,62 | 165,69 |
| Szabo     | 4+2 | 37+32 | 21+16 | 1+2 | 234+132 | 4+1 | 74,91  | 113,40 |
| Trubel    | 3   | 11    | 1     | 1   | 50      | 0   | 8,14   | 29,09  |
| Leder     | 1   | 9     | 2     | 0   | 23      | 0   |        |        |
| R. Hrouda | 1   | 2     | 0     | 0   | 0       | 0   |        |        |
| Maurer    | 0+1 | 0+2   | 0+1   | 0+1 | 0+1     | 0+0 |        |        |
| Eder      | 1   | 1     | 0     | 0   | 0       | 0   |        |        |
| Keimel    | 1   | 1     | 1     | 0   | 24      | 0   |        |        |

### Terza squadra

#### AFL - Division III 2023

##### Stagione regolare
| Vienna 25 marzo 2023, ore 14:00 1ª giornata | Vienna Vikings 2 | 38 – 0 (17-0 14-0 7-0 0-0) referto | Klosterneuburg Broncos | Sportzentrum Ravelin |

| Gloggnitz 15 aprile 2023, ore 16:00 4ª giornata | Black Valley Wild | 14 – 16 (0-0 0-3 0-0 14-13) referto | Vienna Vikings 2 | ASK Payerbach-Schlöglmühl |

| Vienna 29 aprile 2023, ore 12:00 5ª giornata | Vienna Vikings 2 | 35 – 0 (a tavolino) referto | Styrian Panthers | Sportzentrum Ravelin |

| Vienna 6 maggio 2023, ore 16:00 6ª giornata | Vienna Vikings 2 | 9 – 3 (3-0 0-0 0-0 6-3) referto | AFC Grizzlies | Sportzentrum Ravelin |

| Stockerau 20 maggio 2023, ore 15:30 7ª giornata | AFC Grizzlies | 13 – 14 (7-0 0-0 0-8 6-6) referto | Vienna Vikings 2 | Stadion Alte Au |

| Mürzzuschlag 28 maggio 2023, ore 15:00 8ª giornata | Styrian Panthers | 0 – 48 (0-7 0-28 0-13 0-0) referto | Vienna Vikings 2 | Freisportanlage Knappenhof |

| Vienna 10 giugno 2023, ore 17:00 9ª giornata | Vienna Vikings 2 | 28 – 0 referto | Black Valley Wild | Sportzentrum Ravelin |

| Klosterneuburg 24 giugno 2023, ore 16:00 11ª giornata | Klosterneuburg Broncos | 0 – 35 (a tavolino) referto | Vienna Vikings 2 | Broncos Field |

##### Playoff
| Vienna 8 luglio 2023, ore 18:00 Semifinale | Vienna Vikings 2 | 50 – 7 (6-0 18-0 13-7 13-0) referto | Tirol Raiders 2 | Sportzentrum Ravelin |

| Stockerau 22 luglio 2023, ore 18:30 Challenge Bowl | Vienna Vikings 2 | 21 – 7 (0-7 0-0 7-0 14-0) referto | AFC Grizzlies | Stadion Alte Au |

#### Statistiche di squadra
| Competizione      | %Vittorie | In casa | In casa | In casa | In casa | In casa | In casa | In trasferta | In trasferta | In trasferta | In trasferta | In trasferta | In trasferta | Totale | Totale | Totale | Totale | Totale | Totale |
| Competizione      | %Vittorie | G       | V       | N       | P       | Pf      | Ps      | G            | V            | N            | P            | Pf           | Ps           | G      | V      | N      | P      | Pf     | Ps     |
| ----------------- | --------- | ------- | ------- | ------- | ------- | ------- | ------- | ------------ | ------------ | ------------ | ------------ | ------------ | ------------ | ------ | ------ | ------ | ------ | ------ | ------ |
| Stagione regolare | 1.000     | 4       | 4       | 0       | 0       | 110     | 3       | 4            | 4            | 0            | 0            | 113          | 27           | 8      | 8      | 0      | 0      | 223    | 30     |
| Playoff           | 1.000     | 2       | 2       | 0       | 0       | 71      | 14      | 0            | 0            | 0            | 0            | 0            | 0            | 2      | 2      | 0      | 0      | 71     | 14     |
| Totale            | 1.000     | 6       | 6       | 0       | 0       | 181     | 17      | 4            | 4            | 0            | 0            | 113          | 27           | 10     | 10     | 0      | 0      | 294    | 44     |

## Femminile

### AFL - Division Ladies 2023

#### Stagione regolare
| Vienna 26 agosto 2023, ore 14:30 CEST 1ª giornata | Vienna Vikings Ladies | 73 – 2 (38-2 22-0 13-0 0-0) referto | Sankt Gallen Bears | Footballzentrum Ravelinstraße |

| Telfs 3 settembre 2023, ore 13:00 CEST 2ª giornata | Telfs Patriots Ladies/ Schwaz Hammers Ladies | 6 – 46 (0-16 6-18 0-6 0-6) referto | Vienna Vikings Ladies | Sportzentrum Telfs (300 spett.) |

| Vienna 15 ottobre 2023, ore 15:00 CEST 3ª giornata | Vienna Vikings Ladies | 60 – 13 (42-0 6-0 12-7 0-6) referto | Salzburg Ducks Ladies | Footballzentrum Ravelinstraße |

| San Gallo 21 ottobre 2022, ore 18:00 CEST 4ª giornata | Sankt Gallen Bears | 0 – 38 (0-2 0-12 0-24 0-0) | Vienna Vikings Ladies | Stadion Gründenmoos (100 spett.) |

| Vienna 28 ottobre 2023, ore 10:00 CEST 5ª giornata | Vienna Vikings Ladies | 36 – 13 (6-7 14-0 16-6 0-0) referto | Telfs Patriots Ladies/ Schwaz Hammers Ladies | Footballzentrum Ravelinstraße |

| Salisburgo 4 novembre 2023, ore 15:30 CEST 6ª giornata | Salzburg Ducks Ladies | 6 – 45 referto | Vienna Vikings Ladies | Ducks Pond |

#### Playoff
| Vienna 19 novembre 2023, ore 14:00 Ladies Bowl | Vienna Vikings Ladies | 58 – 0 (26-0 20-0 6-0 6-0) referto | Telfs Patriots Ladies/ Schwaz Hammers Ladies | Footballzentrum Ravelinstraße |

### Statistiche di squadra
| Competizione      | %Vittorie | In casa | In casa | In casa | In casa | In casa | In casa | In trasferta | In trasferta | In trasferta | In trasferta | In trasferta | In trasferta | Totale | Totale | Totale | Totale | Totale | Totale |
| Competizione      | %Vittorie | G       | V       | N       | P       | Pf      | Ps      | G            | V            | N            | P            | Pf           | Ps           | G      | V      | N      | P      | Pf     | Ps     |
| ----------------- | --------- | ------- | ------- | ------- | ------- | ------- | ------- | ------------ | ------------ | ------------ | ------------ | ------------ | ------------ | ------ | ------ | ------ | ------ | ------ | ------ |
| Stagione regolare | 1.000     | 3       | 3       | 0       | 0       | 169     | 28      | 3            | 3            | 0            | 0            | 129          | 12           | 6      | 6      | 0      | 0      | 298    | 40     |
| Playoff           | 1.000     | 1       | 1       | 0       | 0       | 58      | 0       | 0            | 0            | 0            | 0            | 0            | 0            | 1      | 1      | 0      | 0      | 58     | 0      |
| Totale            | 1.000     | 4       | 4       | 0       | 0       | 227     | 28      | 3            | 3            | 0            | 0            | 129          | 12           | 7      | 7      | 0      | 0      | 356    | 40     |